# Jardín de Eram

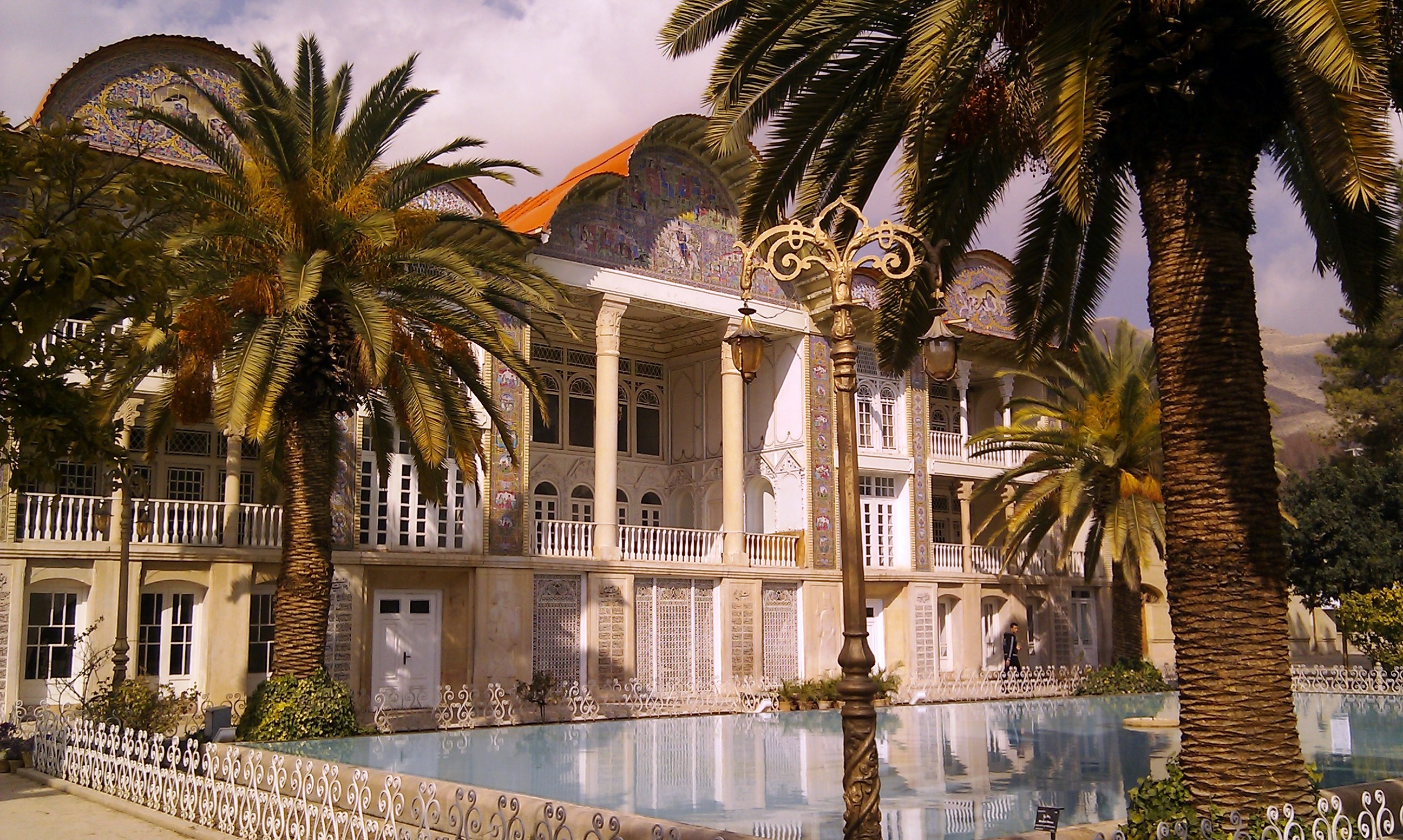
Vista del pabellón desde uno de los laterales.

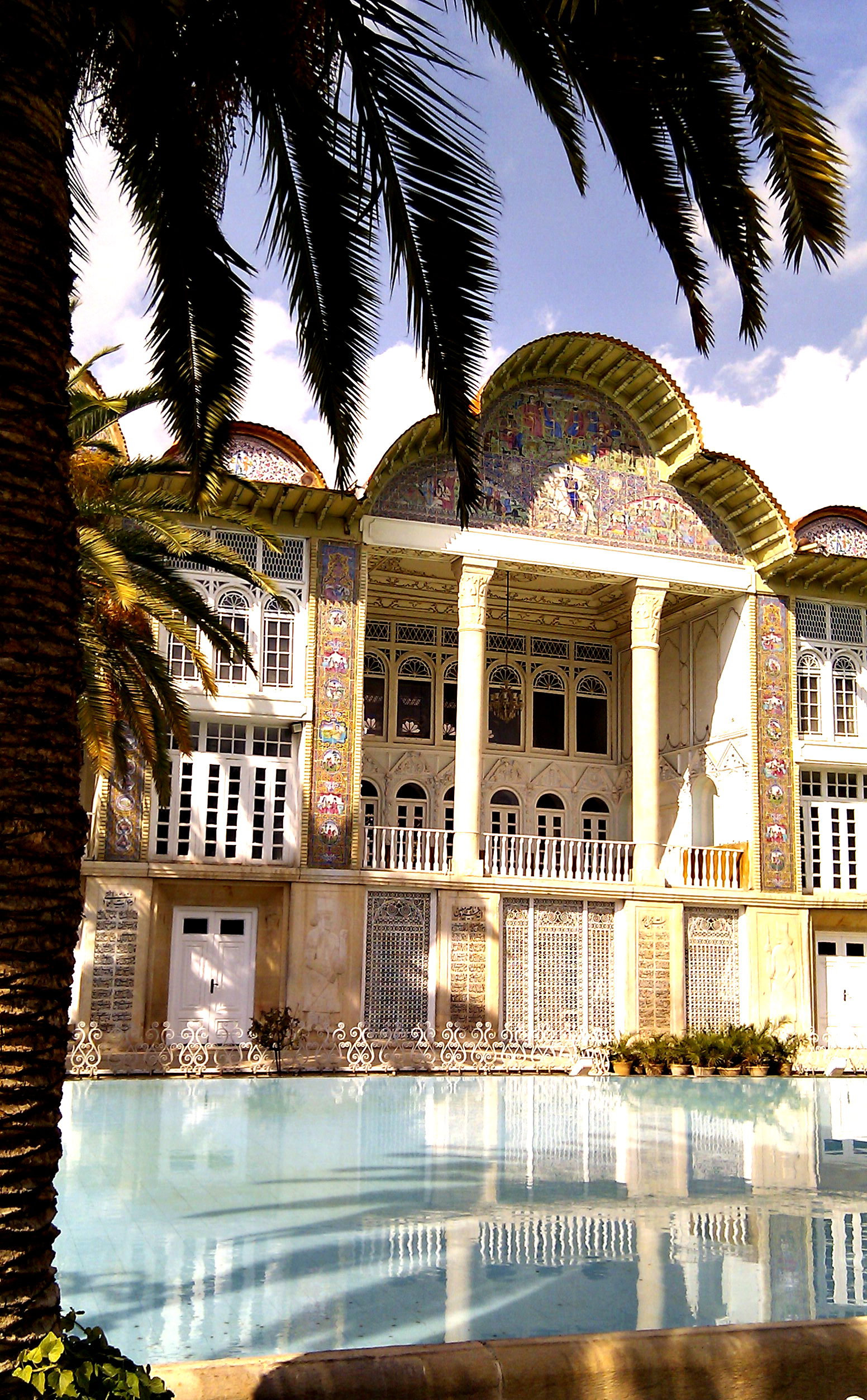
Foto del porche y sus columnas que muestra la policromía de los azulejos.

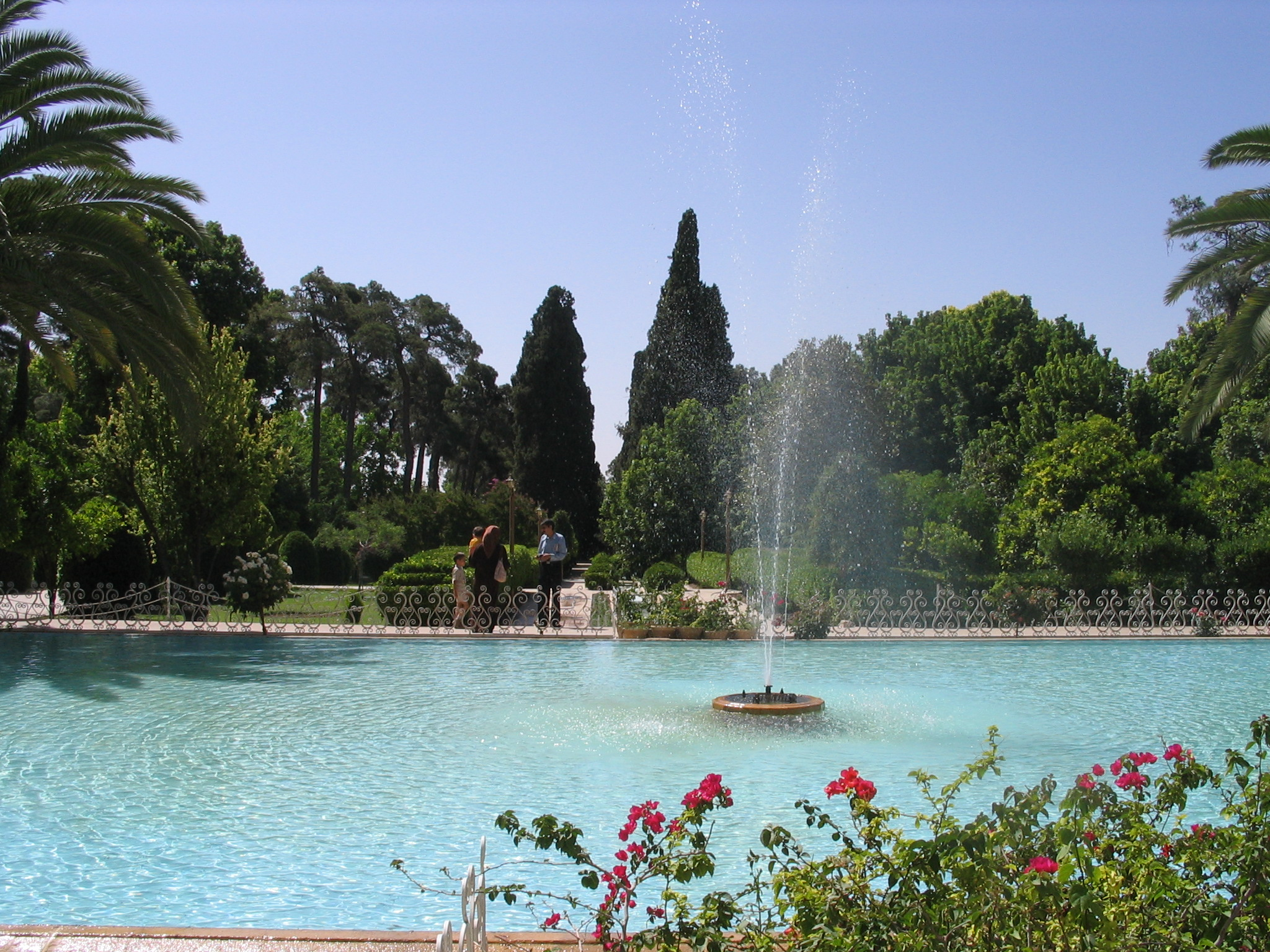
Estanque y vegetación del jardín.

El Jardín de Eram (persa: باغ ارم "Bāgh de Eram") es un jardín histórico persa de la ciudad de Shiraz, en Irán. Eram es la versión persa de la palabra árabe Iram, que significa "cielo" en el Corán; el jardín recibió su nombre  por su belleza y atractivo estético que lo hacen "parecido" a dicho cielo. El jardín se encuentra en la orilla norte del río Khoshk, en la provincia de Fars y mide unos 110.000 metros cuadrados.

## Historia
Diversas fuentes y escritos indican que el origen del jardín se fecharía en el siglo XI durante la dinastía Selyúcida cuando el gobernador de Pars, Atabak Qaracheh, ordenó la construcción de varios recintos y jardines y éste recibió el nombre de Bagh-e-Sah (Jardín del rey en persa), aunque era mucho más sencillo y estaba menos decorado de lo que llegó a estar con posterioridad. En el siglo XIV la dinastía injuida tomó el control de la región tras la caída del Ilkanato y al menos uno de los líderes de esta dinastía usó el Jardín de Eram como sede de su gobierno. Fue durante este periodo cuando alcanzó la cima de su esplendor pues en la época posterior a la llegada de los timúridas y de Tamerlán la atención de estos se desplazó hacia la construcción de nuevos jardines en la zona, origen del olvido del jardín durante varios siglos.
La construcción del jardín actual, incluyendo el pabellón y sus jardines, comenzó en el siglo XVIII durante la dinastía kayar, cuando diferentes líderes de las tribus kashgai lo utilizaron como sede del gobierno de la región después de que la orden de Nadir Sah de recuperar los jardines de la ciudad permitiera encontrar el jardín original cerca de Shiraz. Aquellos que se consideraban herederos del antiguo Ilkanato continuaron la obra a lo largo del siglo XIX y la completaron casi al final de este.
El viajero holandés Cornelis de Brujn redactó una descripción de los jardines en el siglo XVIII. A lo largo de los siglos la estructura ha sido modificada, restaurada y estilísticamente modificada por diferentes personajes. El principal pabellón, encarado hacia el sureste siguiendo el eje más largo, fue diseñado por el arquitecto local Haji Mohammad Hasan. La estructura albergaba 32 habitaciones en dos plantas decoradas con azulejos que contenían poemas del poeta persa Hafiz Shirazi escritos sobre ellos. El pabellón fue renovado durante el reinado de la dinastía Zand y otra vez durante el de los Kayar. La dinastía Pahlavi invirtió mucho esfuerzo y dinero en restaurar el jardín para que alcanzara una posición de reconocimiento internacional; de hecho, el embajador británico en Irán, Sir Denis Wright, fue invitado en 1965 por Asadollah Alam, amigo cercano de Mohammad Reza Pahlevi y en ese momento rector de la Universidad de Shiraz, a una fiesta en el Jardín de Eram organizada por la princesa Alejandra de Kent. El complejo terminó bajo el cuidado de la, en ese momento, Universidad de Pahlavi durante el gobierno de la dinastía, que lo usó como facultad de Derecho hasta los años 80.
Hoy en día sigue siendo propiedad de la Universidad de Shiraz y está abierto al público como museo, protegido por la Organización del Patrimonio Cultural de Irán. El 27 de junio de 2011, el Jardín de Eram y otros jardines representativos de Irán fueron inscritos en la lista de Patrimonio de la Humanidad bajo la denominación común de El jardín persa.

## Arquitectura
El actual pabellón, levantado en el mismo sitio que el anterior tras su demolición, tiene tres pisos de alto, un porche de doble columna que se extiende por dos pisos, techos con forma de gablete redondeado y un gran estanque delante de la entrada. Su interior consiste en una amplia sala central llamada Howz khaneh (Casa de baños) flanqueada por dos corredores que la separan de las dos alas ocupadas por habitaciones. Tanto el suelo como las paredes de la sala están cubiertos por azulejos de colores cuyo uso se extiende también a la fachada y que hacen de la policromía un elemento importante del pabellón.
En su parte trasera, en dirección oeste, se halla el Andarooni, el edificio que servía como serrallo de aquellos que ocupaban el complejo en ese momento y que consta de cinco habitaciones: una cuadrada enfrente de la puerta llamada Gholam-neshin (sala de estar de los sirvientes) y dos a cada lado de los corredores laterales. Durante su uso universitario fue este edificio el que se utilizó como facultad de Derecho, mientras que la casa de baños se convirtió en la biblioteca.

## Jardín
El agua necesaria para el jardín provenía de un manantial en las cercanías pero con el desarrollo de proyectos en la ciudad pasó a recibir el agua de dos pozos excavados a tal efecto. Los canales que transportan el agua corren desde el oeste por los lados de los caminos de los dos ejes tras atravesar la sala principal del pabellón. El jardín destaca por su conjunto de pinos y cedros, estos últimos árboles de una variedad de hasta 35 m., y por sus rosas, que en otros tiempos llegaron a tener su propio jardín dentro del complejo.